# Episodi di Nightflyers
La prima stagione della serie televisiva Nightflyers, composta da 10 episodi, è stata trasmessa in prima visione sul canale statunitense Syfy dal 2 al 13 dicembre 2018.
In Italia, la stagione è stata interamente pubblicata il 1º febbraio 2019 su Netflix.
| n° | Titolo originale        | Titolo italiano                | Prima TV USA     | Pubblicazione Italia |
| -- | ----------------------- | ------------------------------ | ---------------- | -------------------- |
| 1  | All That We Left Behind | L'inizio                       | 2 dicembre 2018  | 1º febbraio 2019     |
| 2  | Torches and Pitchforks  | Torce e forconi                | 3 dicembre 2018  | 1º febbraio 2019     |
| 3  | The Abyss Stares Back   | L'abisso scruterà dentro di te | 4 dicembre 2018  | 1º febbraio 2019     |
| 4  | White Rabbit            | La Coniglietta                 | 5 dicembre 2018  | 1º febbraio 2019     |
| 5  | Greywing                | Greywing                       | 6 dicembre 2018  | 1º febbraio 2019     |
| 6  | The Sacred Gift         | Il sacro dono                  | 9 dicembre 2018  | 1º febbraio 2019     |
| 7  | Transmission            | Fiocco rosa sulla Nightflyer   | 10 dicembre 2018 | 1º febbraio 2019     |
| 8  | Rebirth                 | Rinascita                      | 11 dicembre 2018 | 1º febbraio 2019     |
| 9  | Icarus                  | Icarus                         | 12 dicembre 2018 | 1º febbraio 2019     |
| 10 | All That We Have Found  | La fine                        | 13 dicembre 2018 | 1º febbraio 2019     |